# 鳥取県立美術館
鳥取県立美術館（とっとりけんりつびじゅつかん）は、鳥取県倉吉市にある県立の美術館。2025年3月30日に開館した。
建築設計は槇総合計画事務所・竹中工務店設計共同企業体が担当。

## 歴史

### 設立の経緯
1972年に開館した鳥取県立博物館（鳥取市）の美術部門が独立するかたちで開館する。全国の都道府県では唯一鳥取県のみが都道府県所有による美術館が存在していなかったため、最後発となった。
集客の目玉として、ポップアートの巨匠アンディ・ウォーホルの木製の立体作品「ブリロの箱」5点を、約3億円で購入したことで話題になった。

## 施設情報

### フロアガイド
- 1階：ひろま（3層の吹き抜けスペース）、県民ギャラリー、ホール、ワークショップルーム、ショップ、カフェレストラン、キッズスペースなど
- 2階：コレクションギャラリー
- 3階：企画展示室、特別展示コーナー、展望テラス

### 利用情報
- 開館時間 - 9時から17時（夜間開館時は21時まで）
- 休館日 - 月曜日、年末年始（12月29日〜1月3日）
- 入館料無料（企画展・コレクション展など有料イベントを除く）

### アクセス
- 山陰本線（JR西日本）倉吉駅からバスで「県立美術館前」下車すぐ、または「倉吉パークスクエア北口」下車徒歩3分、タクシーで約9分
- 車 - 米子道湯原ICから約50分、院庄ICから約1時間
  - 駐車場（110台）あり

### 周辺
- 倉吉パークスクエア
- 倉吉白壁土蔵群
- 打吹公園